# 福希海姆县
福希海姆县（德語：Landkreis Forchheim）是德国巴伐利亚州的一个县，隶属于上弗兰肯行政区，首府福希海姆。

## 華語譯名
由於兩岸對於德國行政區「Landkreis」翻譯的不同，台灣譯為「福希海姆郡」；中國大陸譯為「福希海姆县」。

## 地理
福希海姆县北面与班贝格县，东北面和东面与拜罗伊特县，东南面与纽伦堡地区县，南面和西面与埃朗根-赫希施塔特县相邻。